# باباقره
باباقره، روستایی از توابع بخش مرکزی شهرستان فریمان در استان خراسان رضوی ایران است. دارای یک مدرسه مختلط تا ششم ابتدایی و دارای یک مسجد بنام مسجد النبی که از سال ۱۳۶۵ ساخته شده 
```
از سال ۱۳۹۴ تا الآن امامت جماعت مسجد را جناب حافظ محمود ریحانی بر عهده دارد .  
```

## جمعیت
این روستا در دهستان بالابند قرار دارد و براساس سرشماری مرکز آمار ایران در سال ۱۳۸۵، جمعیت آن ۱۱۴ نفر (۲۶خانوار) بوده‌است.